# VfL Wolfsburg
A VfL Wolfsburg egy német sportegyesület, melynek székhelye Wolfsburgban, Alsó-Szászország tartományban található. A sportklub jelenleg 29 szakosztályt működtet. A klubot 1945. szeptember 12-én alapították, jelenleg a német első osztályban (Bundesliga) szerepel. A csapat a hazai találkozóit 2002 óta a Volkswagen Arenában játssza, előtte a VFL Stadionban rendezte a hazai mérkőzéseit. A 2008–2009-es szezonban történetük legnagyobb sikerét érték el azzal, hogy megnyerték a német bajnokságot. A klub 100%-os tulajdonosa a Volkswagen AG.

## Története

### Új város, új csapat
Az autógyártásra szakosodott várost 1938-ban alapították. A új város lakóinak nem kellett sokat várniuk, hogy a sport a mindennapi életük része legyen. Az első klubot a munkások alkották, amely a BSG Volkswagenwerk Stadt des KdF-Wagen nevet viselte. A csapat az első osztályban, a Gauliga Osthannover bajnokságban szerepelt az 1943–1944-es és az 1944–1945-ös szezonban.
A második világháború után 1945. szeptember 12-én egy Reislinger Straße laktanyában egy nőből és 11 férfiból álló csoport megalakította a VSK Wolfsburg nevű sportklubot. A csapat színválasztása sem volt mindennapi. A zöld és fehér színre azért esett a választás mert az akkori edzőnek, Bernd Elberskirchnek csupán tíz darab zöld meze volt. Ehhez készítették el a helyi asszonyok a fehér nadrágot.
1945. december 15-én a klub máris majdnem megszűnt, mivel egy játékoson kívül a csapat összes játékosa az 1. FC Wolfsburgba távozott. Az egyetlen megmaradt játékos Josep „Jupp” Meyer volt, aki Willi Hilberttel együttműködve azon dolgozott, hogy megmentse a klubot és új játékosokat szerezzen. Az új klub a VfL Wolfsburg nevet kapta, melyben a VfL a Verein für Leibesübungen rövidítést takarta. Néhány napon belül új játékosokat igazoltak, akiknek nem sok közük volt a labdarúgáshoz. Az új csapat ugyan 8–0-ra elveszítette az első mérkőzését az angol hadsereg csapatával szemben, ám sikerült az alapokat letenniük ahhoz, hogy hosszú távon működőképesek legyenek. Egy éven belül megszerezték első címüket is, Gifhorn területi bajnokság győztesei lettek. 1946 novemberében egy barátságos mérkőzést vívtak a nagy múltú gelsenkircheni Schalke 04-rel a Volkswagen tulajdonában lévő stadionban. A BSG utódjának a sikere miatt felmerült annak a lehetősége, hogy a cég szponzorálni fogja a klubot.

### A profi bajnokság megalakulása
A következő években a klub lassú, de szilárd fejlődést mutatott. Megnyertek néhány amatőr bajnokságot ám nem bírtak feljebb lépni egészen 1954-ig, amikor a Heider SV 2–1-es legyőzésével feljutottak az Oberliga Nordba. Azonban minden évben a kiesés ellen küzdöttek, és 1959-ben ezt nem is tudták elkerülni. Amikor 1963-ban létrehozták az első német professzionális bajnokságot, a Bundesligát, VfL a Regionalliga Nordban (II) játszott, ahová éppen akkor jutott fel a Verbandesliga Niedersachsenből (III).

### Másodosztály és feljutás a Bundesligába
Hosszú évekig játszottak a másodosztályban különösebb eredmények nélkül. 1970-ben második helyen végeztek a bajnokságban, ezzel kivívták az első osztályba kerülés lehetőségét. Ehhez azonban osztályozót kellett játszaniuk egy minibajnokság keretében további négy csapat ellen (Kickers Offenbach, VfL Bochum, Hertha Zehlendorf és FK Pirmasens), végül a csoport negyedik helyén végeztek, így nem jutottak fel. A csapat az 1970-es évek közepétől az 1990-es évek elejéig a harmadosztályban, az amatőr Oberliga Nordban játszott. 1991-ben és 1992-ben is megnyerték a bajnokságot, utóbbit követően a rájátszásban is sikerült a csoport élén végezni, így az 1992–1993-as bajnokságot a másodosztályban kezdhették Uwe Erkenbrecher irányítása alatt.
A 90-es években további sikereket ért el VfL. Gerd Roggensack vezetésével 1995-ben bejutottak a német kupa (DFB-Pokal) döntőjébe, ahol 3–0-s vereséget szenvedtek a Borussia Mönchengladbach csapatától. 1997-ben a bajnokság második helyén végzett a csapat, amit már Willi Reimannal értek el. Az első Bundesliga évben a csapatot nem tartották esélyesnek arra, hogy kiharcolja a bennmaradást, de erre rácáfolva a középmezőnyben végeztek. Az 1998–1999-es szezonban Wolfgang Wolf irányításával további sikereket értek el. A csapat a 33. forduló után az ötödik helyen állt a tabellán, és még volt esélyük elérni a negyedik, UEFA-bajnokok ligája indulást érő helyet. Az utolsó fordulóban azonban 6–1-es vereséget szenvedtek a Duisburgtól (ami egyébként történetük egyik legnagyobb veresége a bajnokságban), így 55 ponttal a 6. helyen végeztek, ami UEFA-kupás indulást ért. 2000-ben, 2001-ben, 2003-ban, 2004-ben és 2005-ben az Intertotó-kupában indultak, ahol a 2005-ös kiírásban a döntőig jutottak, ám ott nem sikerült megnyerniük a párharcot az olasz AC Perugiával szemben. 2005 decemberében az akkoriban a kiesés ellen küzdő Wolfsburg csapatának irányítását Klaus Augenthaler vette át Holger Fachtól. Augenthaler irányításával a 2006-os és a 2007-es idény végén is épp hogy sikerült megmenekülniük a bajnokságban a kiesés elől.

### A Magath-éra és az első bajnoki cím
A 2007–2008-as szezontól a Bayern München korábbi edzőjét, Felix Magathot alkalmazták. Az igen keménykezű edző nagy tervekkel érkezett a csapathoz. Egy ötéves időszak alatt szerette volna elérni azt, hogy a csapat bajnoki címet szerezzen, és a bajnokok ligájában indulhasson. Már az első évében sikerült a klub történetének addigi legjobb eredményét elérnie. Remek tavaszi idényt produkálva ötödik helyen végzett a csapattal, ezzel nyolc év után ismét sikerült kiharcolnia a Wolfsburgnak az UEFA-kupa indulás jogát. Az egy évvel korábban majdnem kieső klubból Magathnak sikerült egy stabil, ütőképes csapatot építenie. A hamar jött siker miatt Magath az ötéves tervét céljai elérése érdekében három évesre csökkentette le.

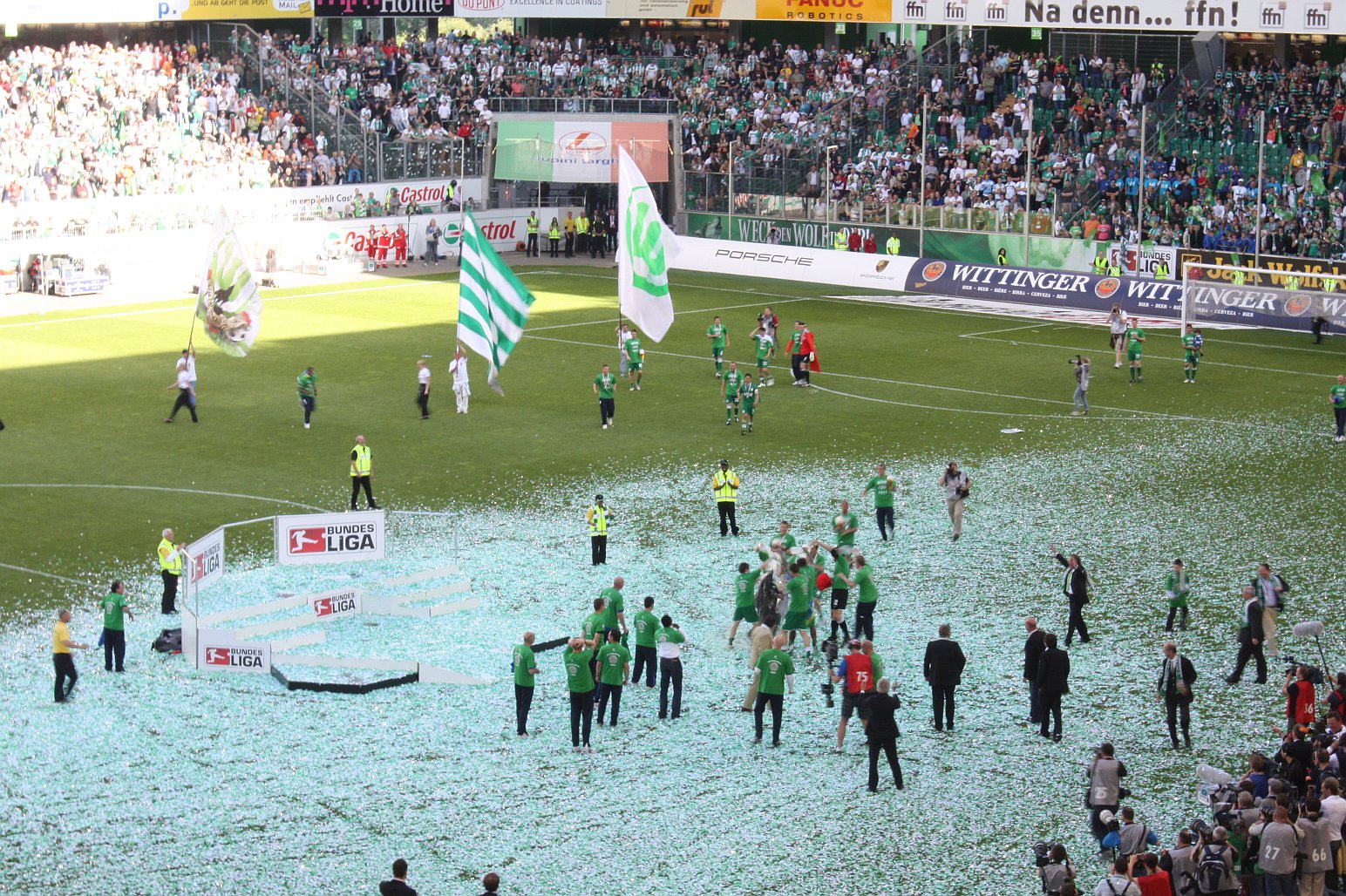
A 2009-es bajnoki cím ünneplése közben

A 2008–2009-es szezonban a klub komolyan gondolta a csapat megerősítését. Több mint 30 millió eurót költöttek a nyári átigazolási időszakban, többek között olyan játékosok érkeztek, mint a két olasz világbajnok Andrea Barzagli és Cristian Zaccardo, valamint a bosnyák Zvjezdan Misimović. Magath irányítása alatt a Wolfsburg fennállása legnagyobb sikerét érte el azzal, hogy megnyerték a bajnokságot, miután 2009. május 23-án az utolsó játéknapon hazai pályán 5–1-re győzték le a Werder Brement. A Wolfsburg sorozatbeli 10 győzelmével beállított egy olyan rekordot, amely a Bundesligában a téli szünetet követően a sorozatban aratott legtöbb győzelemre vonatkozik. Emellett az első olyan csapat lett a Bundesligában, amelynek mindkét csatára, a brazil Grafite és a bosnyák Edin Džeko is 20 gólnál többet szerzett egy idényen belül azonos szezonban. Grafite 28 gólt rúgott a bajnokságban amivel gólkirály lett, Džeko 26 találatig jutott. Ketten együtt 54 gólt szereztek, ezzel megdöntötték a legendás Gerd Müller-Uli Hoeneß csatárpáros rekordját. A bajnoki címnek köszönhetően a VfL története során először kvalifikálta magát az UEFA-bajnokok ligájába.Felix Magath a szezon vége előtt bejelentette, hogy az idény végén távozik a csapattól a Schalke 04-hez, mivel elérte a kitűzött céljait.

### Harc a kiesés ellen
Magath megüresedett helyére Armin Veht nevezték ki, aki július 1-től vette át az irányítást. Az új edző alig fél évet bírt ki: 2010 januárjában kilencmérkőzéses nyeretlenségi sorozat, valamint a kupa- és BL-kiesés után felbontották a szerződését. A szezon végéig, az addig a második csapatot irányító Lorenz-Günther Köstner vette át az irányítást. 2010 nyarán kinevezték a Twentétől érkező Steve McClarent, aki ezzel az első angol edző lett a Bundesligában. 2011 februárjában McClarent is menesztették, a másodedző Pierre Littbarski került a helyére. Márciusban visszatért Felix Magath, akivel az utolsó fordulóban a Hoffenheim legyőzésével (1:3) sikerült kiharcolni a bennmaradást. A következő szezont a nyolcadik helyen zárta a csapat.
2012 októberében menesztették Magath-ot, mivel a csapat nyolc forduló után az utolsó helyen állt. Először ismét Köstnert, majd az 1. FC Nürnbergtől érkező Dieter Heckinget nevezték ki vezetőedzőnek. Ezt a szezont tizenegyedikként zárta a VfL.

### Visszatérés az élvonalba
A 2013-2014-es idényben az ötödik helyen zárta a bajnokságot, így Európa-liga-kvalifikációt szerzett. A 2014-2015-ös szezonban több nagy sikert is elért a Wolfsburg: az Európa-ligában a negyeddöntőig menetelt, ahol az SSC Napoli állította meg. Januárban 30 millió euróért megszerezte a Chelsea-től a világbajnok német szélsőt André Schürrlét, aki a klub legdrágább igazolása lett. A Bundesliga a Wolfsburg és a Bayern versengéséről szólt: januárban Münchenben ugyan elvette a Wolfsburg a címvédő és éllovas Bayern veretlenségét (1:4), összességében a bajorok voltak jobbak, így a Wolfsburgnak csak az ezüstérem jutott. Május 30-án a csapat először nyerte meg a Német Kupát, a döntőben a Borussia Dortmundot legyőzve (3:1).
A bajnoki helyezésnek köszönhetően a Wolfsburg a 2015-2016-os idényben a Bajnokok ligájában indulhat.

## Korábbi csapatnevek
- BSG Volkswagenwerk Stadt des KdF-Wagen (1943–1945)
- VSK Wolfsburg (1945)
- VfL Wolfsburg (1945 óta)

## Szakosztályok
A klub az alábbi 29 szakosztályt működteti (zárójelben az indulás kezdete).
| - Atlétika (1946) - Birkózás (1952) - Búvárkodás (1984) - Cselgáncs (1953) - Dzsessz tánc (1975) - Golyósport (1978) - Görkorcsolyázás (1982) - Gyógytorna (2006) - Jégkorong (1946) - Karate/Capoeira | - Karbirkózás (1993) - Kerékpársport (1987) - Kézilabda (1945) - Kínai harcművészetek (1976) - Kosárlabda (1957) - Labdarúgás (1945) - Motorsport (2005) - Mozgássérült sportok (1959) - Műugrás (1947) - Ökölvívás (1955) | - Rasenkraftsport - Röplabda (1973) - Súlyemelés (1954) - Tánc (1976) - Tollaslabda (1956) - Torna (1945) - Triatlon (1986) - Úszás (1947) - Vívás (1955) |

## Sikerlista
Bundesliga (német első osztály)
- Aranyérmes: 1 alkalommal (2009)
- Ezüstérmes: 1 alkalommal (2015)

Bundesliga 2 (német másodosztály)
- Ezüstérmes: 1 alkalommal (1997)

DFB-Pokal (német kupa)
- Győztes: 1 alkalommal (2015)
- Döntős: 1 alkalommal (1995)

DFL-Supercup (német szuperkupa)
- Győztes: 1 alkalommal (2015)

Intertotó-kupa
- Döntős: 1 alkalommal (2003)

## A csapat helyezése az UEFA-rangsorban
A csapat helyezése 2017 februárjában az UEFA rangsorában, melyet az előző öt szezon alapján számolnak. (Zárójelben az UEFA-együttható).
- 30  0  SS Lazio (55.999)
- 31  0  Liverpool FC (55.478)
- 32  0  VfL Wolfsburg (55.299)
- 33  0  AFC Ajax (54.732)
- 34  0  AS Monaco FC (53.599)

## Eredmények szezononként
| Szezon  | Bajnokság         | Oszt.      | Hely.      | M          | Gy         | D          | V          | Lg         | Kg         | Gk         | P          | Kupa          | UEFA/Intertotó |
| ------- | ----------------- | ---------- | ---------- | ---------- | ---------- | ---------- | ---------- | ---------- | ---------- | ---------- | ---------- | ------------- | -------------- |
| 2023-24 | Bundesliga        | 1          | 12         | 34         | 10         | 7          | 17         | 41         | 56         | -15        | 37         | Nyolcaddöntős | Nem indult     |
| 2022-23 | Bundesliga        | 1          | 8          | 34         | 13         | 10         | 11         | 57         | 48         | 9          | 49         | Nyolcaddöntős | Nem indult     |
| 2021-22 | Bundesliga        | 1          | 12         | 34         | 12         | 6          | 16         | 43         | 54         | -11        | 42         | 1. forduló    | Csoportkör     |
| 2020-21 | Bundesliga        | 1          | 4          | 34         | 17         | 10         | 7          | 61         | 37         | 24         | 61         | Negyeddöntős  | Selejtezők     |
| 2019-20 | Bundesliga        | 1          | 7          | 34         | 13         | 10         | 11         | 48         | 46         | 2          | 49         | 2. forduló    | 16 közé jut.   |
| 2018-19 | Bundesliga        | 1          | 6          | 34         | 16         | 7          | 11         | 62         | 50         | 12         | 55         | 3. forduló    | Nem indult     |
| 2017-18 | Bundesliga        | 1          | 16         | 34         | 6          | 15         | 13         | 36         | 48         | -12        | 33         | Negyeddöntős  | Nem indult     |
| 2016–17 | Bundesliga        | 1          | 16         | 34         | 10         | 7          | 17         | 34         | 52         | -18        | 37         | 3. forduló    | Nem indult     |
| 2015–16 | Bundesliga        | 1          | 8          | 34         | 12         | 9          | 13         | 47         | 49         | -2         | 45         | 2. forduló    | Negyeddontős   |
| 2014–15 | Bundesliga        | 1          | 2          | 34         | 20         | 9          | 5          | 72         | 38         | +34        | 69         | Győztes       | Negyeddontős   |
| 2013–14 | Bundesliga        | 1          | 5          | 34         | 18         | 6          | 10         | 63         | 50         | +13        | 60         | Elődöntős     | Nem indult     |
| 2012–13 | Bundesliga        | 1          | 11         | 34         | 10         | 13         | 11         | 47         | 52         | -5         | 43         | Elődöntős     | Nem indult     |
| 2011–12 | Bundesliga        | 1          | 8          | 34         | 13         | 5          | 16         | 47         | 60         | -13        | 44         | 1. forduló    | Nem indult     |
| 2010–11 | Bundesliga        | 1          | 15         | 34         | 9          | 11         | 14         | 43         | 48         | -5         | 38         | Nyolcaddöntős | Nem indult     |
| 2009–10 | Bundesliga        | 1          | 8          | 34         | 14         | 8          | 12         | 64         | 58         | +6         | 50         | 2. forduló    | Negyeddöntős   |
| 2008–09 | Bundesliga        | 1          | 1          | 34         | 21         | 6          | 7          | 80         | 41         | +39        | 69         | Negyeddöntős  | 32 közé jut.   |
| 2007–08 | Bundesliga        | 1          | 5          | 34         | 15         | 9          | 10         | 58         | 46         | +12        | 54         | Elődöntős     | Nem indult     |
| 2006–07 | Bundesliga        | 1          | 15         | 34         | 8          | 13         | 13         | 37         | 45         | −8         | 37         | Elődöntős     | Nem indult     |
| 2005–06 | Bundesliga        | 1          | 15         | 34         | 7          | 13         | 14         | 33         | 55         | −22        | 34         | 2. forduló    | Elődöntős      |
| 2004–05 | Bundesliga        | 1          | 9          | 34         | 15         | 3          | 16         | 49         | 51         | −2         | 48         | 1. forduló    | 2. forduló     |
| 2003–04 | Bundesliga        | 1          | 10         | 34         | 13         | 3          | 18         | 56         | 61         | −5         | 42         | 2. forduló    | Döntős         |
| 2002–03 | Bundesliga        | 1          | 8          | 34         | 13         | 7          | 14         | 39         | 42         | −3         | 46         | 2. forduló    | Nem indult     |
| 2001–02 | Bundesliga        | 1          | 10         | 34         | 13         | 7          | 14         | 57         | 49         | +8         | 46         | Nyolcaddöntős | Elődöntős      |
| 2000–01 | Bundesliga        | 1          | 9          | 34         | 12         | 11         | 11         | 60         | 45         | +15        | 47         | Nyolcaddöntős | Elődöntős      |
| 1999–00 | Bundesliga        | 1          | 7          | 34         | 12         | 13         | 9          | 51         | 58         | −7         | 49         | Nyolcaddöntős | 3. forduló     |
| 1998–99 | Bundesliga        | 1          | 6          | 34         | 15         | 10         | 9          | 54         | 49         | +5         | 55         | Elődöntős     | Nem indult     |
| 1997–98 | Bundesliga        | 1          | 14         | 34         | 11         | 6          | 17         | 38         | 54         | −16        | 39         | 2. forduló    | Nem indult     |
| 1996–97 | Bundesliga 2      | 2          | 2          | 34         | 14         | 16         | 4          | 52         | 29         | +23        | 58         | 2. forduló    | Nem indult     |
| 1995–96 | Bundesliga 2      | 2          | 12         | 34         | 10         | 14         | 10         | 41         | 46         | –5         | 44         | 1. forduló    | Nem indult     |
| 1994–95 | Bundesliga 2      | 2          | 4          | 34         | 15         | 13         | 6          | 51         | 40         | +11        | 43         | Döntős        | Nem indult     |
| 1993–94 | Bundesliga 2      | 2          | 5          | 38         | 15         | 10         | 13         | 47         | 45         | +2         | 40         | 2. forduló    | Nem indult     |
| 1992–93 | Bundesliga 2      | 2          | 14         | 46         | 16         | 13         | 17         | 65         | 69         | –4         | 45         | Nem indult    | Nem indult     |
| 1991–92 | Oberliga Nord     | 3          | 1          | 32         | -          | -          | -          | 82         | 36         | +46        | 45         | 3. forduló    | Nem indult     |
| 1990–91 | Oberliga Nord     | 3          | 1          | 34         | -          | -          | -          | 81         | 36         | +45        | 53         | 1. forduló    | Nem indult     |
| 1989–90 | Oberliga Nord     | 3          | 4          | 34         | -          | -          | -          | 60         | 48         | +12        | 42         | 1. forduló    | Nem indult     |
| 1988–89 | Oberliga Nord     | 3          | 3          | 34         | -          | -          | -          | 65         | 36         | +29        | 43         | 1. forduló    | Nem indult     |
| 1987–88 | Oberliga Nord     | 3          | 2          | 34         | -          | -          | -          | 100        | 37         | +63        | 54         | 2. forduló    | Nem indult     |
| 1986–87 | Oberliga Nord     | 3          | 6          | 32         | -          | -          | -          | 75         | 40         | +35        | 39         | 1. forduló    | Nem indult'    |
| 1985–86 | Oberliga Nord     | 3          | 6          | 34         | -          | -          | -          | 44         | 52         | –8         | 36         | Nem indult    | Nem indult     |
| 1984–85 | Oberliga Nord     | 3          | 9          | 34         | -          | -          | -          | 38         | 43         | –5         | 34         | Nem indult    | Nem indult     |
| 1983–84 | Oberliga Nord     | 3          | 14         | 34         | -          | -          | -          | 59         | 69         | –10        | 31         | Nem indult    | Nem indult     |
| 1982–83 | Oberliga Nord     | 3          | 5          | 34         | -          | -          | -          | 70         | 51         | +19        | 38         | Nem indult    | Nem indult     |
| 1981–82 | Oberliga Nord     | 3          | 4          | 34         | -          | -          | -          | 48         | 45         | +3         | 40         | 2. forduló    | Nem indult     |
| 1980–81 | Oberliga Nord     | 3          | 6          | 34         | -          | -          | -          | 76         | 52         | +24        | 45         | Nem indult    | Nem indult     |
| 1979–80 | Oberliga Nord     | 3          | 3          | 34         | -          | -          | -          | 79         | 45         | +34        | 47         | Nem indult    | Nem indult     |
| 1978–79 | Oberliga Nord     | 3          | 5          | 34         | -          | -          | -          | 61         | 46         | +15        | 35         | Nem indult    | Nem indult     |
| 1977–78 | Oberliga Nord     | 3          | 2          | 34         | -          | -          | -          | 74         | 46         | +28        | 46         | Nem indult    | Nem indult     |
| 1976–77 | Bundesliga 2      | 2          | 20         | 38         | 5          | 6          | 27         | 46         | 119        | –73        | 16         | Nem indult    | Nem indult     |
| 1975–76 | Oberliga Nord     | 3          | 2          | 34         | -          | -          | -          | 72         | 36         | +36        | 46         | 1. forduló    | Nem indult     |
| 1974–75 | Bundesliga 2      | 2          | 19         | 38         | 10         | 6          | 22         | 61         | 89         | –28        | 26         | 2. forduló    | Nem indult     |
| 1973–74 | Regionalliga Nord | 2          | 4          | 36         | 19         | 8          | 9          | 77         | 51         | +26        | 46         | Nem indult    | Nem indult     |
| 1972–73 | Regionalliga Nord | 2          | 3          | 34         | 19         | 8          | 7          | 71         | 35         | +36        | 46         | 1. forduló    | Nem indult     |
| 1971–72 | Regionalliga Nord | 2          | 3          | 34         | 20         | 5          | 9          | 63         | 38         | +25        | 45         | Nem indult    | Nem indult     |
| 1970–71 | Regionalliga Nord | 2          | 9          | 34         | 12         | 12         | 10         | 56         | 48         | +8         | 36         | Nem indult    | Nem indult     |
| 1969–70 | Regionalliga Nord | 2          | 2          | 32         | 19         | 8          | 5          | 78         | 35         | +43        | 46         | Nem indult    | Nem indult     |
| 1968–69 | Regionalliga Nord | 2          | 6          | 32         | 15         | 8          | 9          | 59         | 44         | +15        | 38         | Nem indult    | Nem indult     |
| 1967–68 | Regionalliga Nord | 2          | 3          | 32         | 17         | 9          | 6          | 61         | 34         | +27        | 43         | Nem indult    | Nem indult     |
| 1966–67 | Regionalliga Nord | 2          | 4          | 32         | 19         | 2          | 11         | 57         | 33         | +24        | 40         | Nem indult    | Nem indult     |
| 1965–66 | Regionalliga Nord | 2          | 8          | 32         | 15         | 2          | 15         | 55         | 55         | 0          | 32         | Nem indult    | Nem indult     |
| 1964–65 | Regionalliga Nord | 2          | 6          | 32         | 12         | 8          | 12         | 53         | 56         | –3         | 32         | 1. forduló    | Nem indult     |
| 1963–64 | Regionalliga Nord | 2          | 9          | 34         | 14         | 6          | 14         | 50         | 61         | –11        | 34         | 1. forduló    | Nem indult     |
| 1959–63 | Amatőrliga        | Amatőrliga | Amatőrliga | Amatőrliga | Amatőrliga | Amatőrliga | Amatőrliga | Amatőrliga | Amatőrliga | Amatőrliga | Amatőrliga | Amatőrliga    | Amatőrliga     |
| 1958–59 | Oberliga Nord     | ?          | 16         | 30         | -          | -          | -          | 31         | 56         | –25        | 16         | Nem indult    | Nem indult     |
| 1957–58 | Oberliga Nord     | ?          | 11         | 30         | -          | -          | -          | 57         | 57         | 0          | 26         | Nem indult    | Nem indult     |
| 1956–57 | Oberliga Nord     | ?          | 14         | 30         | -          | -          | -          | 51         | 71         | –20        | 26         | Nem indult    | Nem indult     |
| 1955–56 | Oberliga Nord     | ?          | 14         | 30         | -          | -          | -          | 55         | 62         | –7         | 25         | Nem indult    | Nem indult     |
| 1954–55 | Oberliga Nord     | ?          | 14         | 30         | -          | -          | -          | 34         | 53         | –19        | 24         | Nem indult    | Nem indult     |

2024. Május 9. szerint.

Bajnokság = Bajnoki osztály neve; Oszt. = Bajnoki osztály; Hely. = Bajnoki helyezés; M = Lejátszott mérkőzések; Gy = Győzelmek; D = Döntetlenek; V = Vereségek; Lg = Lőtt gólok; Kg = Kapott gólok; Gk = Gólkülönbség; P = Pontok; Kupa = DFB-Pokal; UEFA/Intertotó = UEFA-kupa/Intertotó-kupa.

## Nemzetközi kupaszereplés

### UEFA-bajnokok ligája
A klub fennállása során először 2009 kvalifikálta magát az UEFA-bajnokok ligájába. A 2009–2010-es kiírásban a bajnoki címének köszönhetően a főtáblán, vagyis a legjobb 32 csapat között a csoportkörben kapcsolódott be a sorozatba. A sorsolásnál a "B" jelű négyesben került az angol Manchester United, az orosz CSZKA Moszkva és a török Beşiktaş JK mellé. Az angolok ellen mindkét meccsüket elvesztették (1:3 és 2:1), ám a CSZKA-t otthon (3:1), a törököket pedig idegenben verték meg (0:3). Moszkvában kikaptak (2:1), viszont a Beşiktaş ellen hazai pályán is pontot szereztek (0:0). Hét ponttal a csoport harmadik helyén végeztek, így tehát az Európa-ligában folytathatták a küzdelmeket.

2015-ben a bajnoki második helynek köszönhetően ismét bejutottak a főtáblára, ekkor ismét összekerült a Manchester United, CSZKA párossal, a B csoport negyedik tagja pedig a PSV Eindhoven lett. Az oroszokat oda-vissza (1:0 és 0:2) legyőzték, idegenben azonban a PSV (2:0) és a United (2:1) is jobbnak bizonyult. Hazai pályán viszont előbb a hollandokat (2:0), majd az utolsó fordulóban az angolokat (3:2) is legyőzték. 12 pontjukkal csoportjuk élén végeztek.

### Európa-liga
A Wolfsburg először a 2009-2010-es szezonban játszott az Európa-ligában, ekkor a Bajnokok Ligájából került át ide. A 16 közé jutásért a spanyol Villareallal sorsolták össze: Spanyolországban döntetlent játszott (2:2), hazai pályán viszont legyőzte ellenfelét a Wolfsburg (4:1). A következő fordulóban a Rubin Kazany vendégeként döntetlent játszott (1:1), a visszavágón pedig (hosszabbítás után) 2:1-re legyőzte az orosz csapatot. A negyeddöntőben a későbbi döntős Fulham FC ellen kettős vereséggel (2:1 és 0:1) kiesett.
A 2014-2015-ös kiírásban a csoportkörben kezdte meg a küzdelmet a VfL. A H csoportból másodikként jutott tovább az Everton mögött. A legjobb 16 közé a portugál Sporting CP ellen jutott be (2:0 és 0:0). A következő fordulóban az olasz Intert ejtette ki kettős győzelemmel (3:1 és 1:2). A negyeddöntőben a szintén olasz SSC Napolival került össze. A sima hazai vereség (1:4) után Nápolyban döntetlent ért el (2:2), ezzel búcsúzott a sorozattól.

### UEFA-kupa
Története első nemzetközi kupaszereplése az 1999–2000-es UEFA-kupában volt, amelyet Wolfgang Wolf irányítása alatt vívott ki a csapat. A bajnokságban elért hatodik helyének köszönhetően egyből a főtáblára jutott, ahol az 1. fordulóban 1999. szeptember 14-én hazai pályán a magyar Debreceni VSC-vel vívta első nemzetközi kupamérkőzését. A találkozót 2–0-ra megnyerték, a szeptember 28-i visszavágón elszenvedett 2–1-es vereségük azonban elég volt a továbbjutáshoz, így 3–2-es összesítéssel jutottak tovább a magyar kupagyőztesen. A második körben a holland Roda JC ellen az idegenbeli 0–0-s döntetlent követően az otthon aratott 1–0-s győzelemnek köszönhetően jutottak tovább. A harmadik fordulóban a spanyol kupa döntőse, az Atlético Madrid kettős győzelemmel, 5–3-as összesítéssel lépett túl az első kupaszezonját teljesítő Wolfsburgon.
Az újabb UEFA-kupa részvételre nyolc évet kellett várnia az egyesületnek, míg a 2008–2009-es kiírásra be nem jutott a csapat. Felix Magath vezetésével első próbálkozásra sikerült UEFA-kupa indulást érő helyen végezni a bajnokságban. Az első fordulóban a román Rapid Bucureşti ellen hazai pályán Grafite tizenegyesgóljával nyertek 1–0-ra, a visszavágón ismét a brazil játékos szerzett vezetést, végül 1–1-es döntetlen született, ami a Farkasok 2–1-es összesítésbeli győzelmét, ezáltal a csoportkörbe való továbbjutását eredményezte. A csoportkör végén az E csoport első helyezettjeként jutottak be a legjobb 32 csapat közé. Sorrendben az SC Heerenveent otthon 5–1-re, az SC Bragát idegenben 3–2-re, a Portsmoutht pedig hazai környezetben ugyancsak 3–2-re győzték le, míg a csoport és egyben a kupa favoritjának is tartott AC Milannal 2–2-es döntetlent játszottak a San Siroban. A legjobb 16 közé jutásért játszott mérkőzéseken a Paris Saint-Germain végül 5–1-es összesítéssel búcsúztatta a Wolfsburgot.

### Intertotó-kupa
Az első, 1999–2000-es UEFA-kupa indulást követően nem kellett sokat várni az újabb nemzetközi kupaszereplésre. A 2000-es Intertotó-kupa harmadik fordulójában kapcsolódtak be a sorozatba, ahol a francia Sedan ellen az első mérkőzésen elért gólnélküli döntetlent követően otthon 2–1-es győzelmet aratva jutottak be az elődöntőbe. Ott egy újabb francia csapattal, az AJ Auxerrerel játszhattak a döntőbe jutásért, ám az idegenben elért 1–1 után a VFL Stadionban a hosszabbítás után elszenvedett 2–1-es vereséggel búcsúztak a kupától.
A következő idényben ismét indulhattak a kupában. Első mérkőzésüket a fehérorosz Dinama Minszk ellen játszották, melyet 4–3-ra nyertek meg. Az idegenbeli visszavágón megtartották ezt az előnyüket, ezáltal továbbjutottak az elődöntőbe. Az előző évhez hasonlóan most is egy francia csapat jelentette a végállomást, ezúttal a Troyes AC bizonyult jobbnak az összesítésben (2–3).

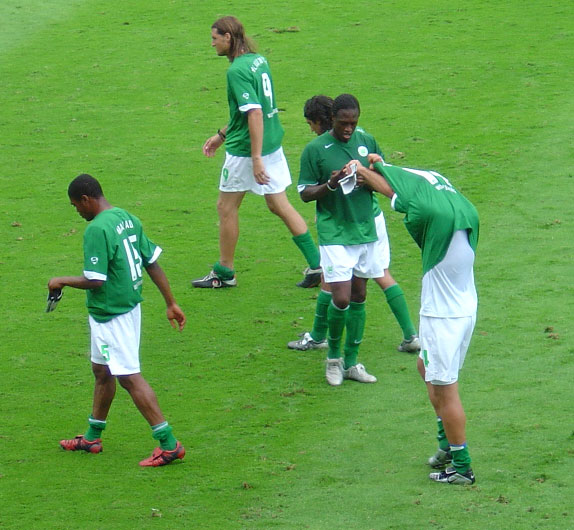
A 2005-ös Intertotó-kupa 3. fordulójában az IFK Göteborg elleni 2–0-s győzelemkor július 17-én

Egy év kihagyás után 2003-ban újból kvalifikálták magukat a kupába, ám itt már a második fordulóban kellett bekapcsolódniuk a küzdelmekbe. A bolgár Marek Dupnica ellen az idegenbeli 1–1-et követően a visszavágón 2–0-ra nyertek. A harmadik körben a cseh 1. FC Slováckót kettős győzelemmel, 3–0-s összesítéssel ejtették ki, majd az elődöntőben a horvát HNK Cibalia csapatánál bizonyultak jobbnak. Előbb vendégként arattak kiütéses 4–1-es győzelmet, amit a hazai 4–0-s diadal követett. Az összesítésben aratott 8–1-es továbbjutást követően bizakodva várhatták a Perugia elleni finálét. A 2003-as Intertotó-kupa három döntőjének egyikét játszhatták, ám az UEFA-kupába nem jutottak be, mivel összesítésben 3–0-ra alulmaradtak az olasz csapattal szemben. Ennek ellenére ez a legjobb eredményük a nemzetközi kupákban és az Intertotó-kupában egyaránt (utóbbi már nem is fog változni, mivel a torna a 2008-as kiírást követően megszűnt).
A 2004-es Intertotó-kupa igen rövidre sikeredett az autógyáriak számára. A második körben a svájci FC Thun kettős vereséget mért a Wolfsburgra. A Volkswagen Arenában 3–2-re kaptak ki (a hazaiak góljait Stefan Schnoor és Roy Präger szerezte a 75. és 88. percben), amit az idegenbeli 4–1-es vereség követett (a wolfsburgiak találatát Hans Sarpei szerezte a 79. percben).
Utolsó ízben a 2005-ös idényben szerepelt a kupában a klub. A második fordulóban a Sturm Graz ellen hazai pályán elért 2–2-es döntetlen (Miroslav Karhan és Andrés D'Alessandro talált be az osztrákok kapujába) után az idegenben aratott 3–1-es győzelemmel jutottak tovább (Martin Petrov két és Juan Carlos Menseguez találatával). A harmadik körben a svéd IFK Göteborg ellen az 1. mérkőzésen és a visszavágón is 2–0-ra nyertek, D'Alessandro mindkét találkozón eredményes volt egyszer-egyszer, míg idegenben Maik Franz, otthon pedig Diego Klimowicz szerezte a második találatot. A döntőbe jutásért a francia RC Lens ellen játszottak. A Volkswagen Arenában elért gólnélküli mérkőzés nem volt elég a továbbjutáshoz, a Lens saját pályáján 4–0-s győzelemmel ejtette ki a kupából a klubot. Érdekesség, hogy fennállása során a nemzetközi kupaküzdelmekben még soha nem sikerült francia csapat ellen továbbjutniuk (leszámítva a Sedan Ardennes elleni 2000-es Intertotó-kupa párharcot, ám akkor is egy francia csapat, az AJ Auxerre ellen estek ki).

### Eredmények
| Szezon    | Esemény              | Forduló          | Ellenfél            | 1. mérk. | Visszav. | Össz.   |
| --------- | -------------------- | ---------------- | ------------------- | -------- | -------- | ------- |
| 1999–2000 | UEFA-kupa            | 1. forduló       | Debreceni VSC       | 2–0      | 1–2      | 3–2     |
| 1999–2000 | UEFA-kupa            | 2. forduló       | Roda JC             | 0–0      | 1–0      | 1–0     |
| 1999–2000 | UEFA-kupa            | 3. forduló       | Atlético Madrid     | 2–3      | 1–2      | 3–5     |
| 2000      | Intertotó-kupa       | 3. forduló       | Sedan               | 0–0      | 2–1      | 2–1     |
| 2000      | Intertotó-kupa       | Elődöntő         | AJ Auxerre          | 1–1      | 1–2 (hu) | 2–3     |
| 2001      | Intertotó-kupa       | 3. forduló       | Dinama Minszk       | 4–3      | 0–0      | 4–3     |
| 2001      | Intertotó-kupa       | Elődöntő         | Troyes AC           | 0–1      | 2–2      | 2–3     |
| 2003      | Intertotó-kupa       | 2. forduló       | Marek Dupnica       | 1–1      | 2–0      | 3–1     |
| 2003      | Intertotó-kupa       | 3. forduló       | 1. FC Slovácko      | 1–0      | 2–0      | 3–0     |
| 2003      | Intertotó-kupa       | Elődöntő         | HNK Cibalia         | 4–1      | 4–0      | 8–1     |
| 2003      | Intertotó-kupa       | Döntő            | Perugia             | 0–1      | 0–2      | 0–3     |
| 2004      | Intertotó-kupa       | 2. forduló       | Thun                | 2–3      | 1–4      | 3–7     |
| 2005      | Intertotó-kupa       | 2. forduló       | Sturm Graz          | 2–2      | 3–1      | 5–3     |
| 2005      | Intertotó-kupa       | 3. forduló       | IFK Göteborg        | 2–0      | 2–0      | 4–0     |
| 2005      | Intertotó-kupa       | Elődöntő         | RC Lens             | 0–0      | 0–4      | 0–4     |
| 2008–2009 | UEFA-kupa            | 1. forduló       | Rapid Bucureşti     | 1–0      | 1–1      | 2–1     |
| 2008–2009 | UEFA-kupa            | csoportkör       | SC Heerenveen       | 5–1 (o)  | 5–1 (o)  | 5–1 (o) |
| 2008–2009 | UEFA-kupa            | csoportkör       | SC Braga            | 3–2 (i)  | 3–2 (i)  | 3–2 (i) |
| 2008–2009 | UEFA-kupa            | csoportkör       | Portsmouth          | 3–2 (o)  | 3–2 (o)  | 3–2 (o) |
| 2008–2009 | UEFA-kupa            | csoportkör       | AC Milan            | 2–2 (i)  | 2–2 (i)  | 2–2 (i) |
| 2008–2009 | UEFA-kupa            | 16 közé jutásért | Paris Saint-Germain | 0–2      | 1–3      | 1–5     |
| 2009–2010 | UEFA-bajnokok ligája |                  |                     |          |          |         |
| 2009–2010 | UEFA-bajnokok ligája | csoportkör       | CSZKA Moszkva       | 3–1 (o)  | 3–1 (o)  | 3–1 (o) |
| 2009–2010 | UEFA-bajnokok ligája | csoportkör       | Manchester United   | 1–2 (i)  | 1–2 (i)  | 1–2 (i) |
| 2009–2010 | UEFA-bajnokok ligája | csoportkör       | Beşiktaş JK         | 0–0 (o)  | 0–0 (o)  | 0–0 (o) |
| 2009–2010 | UEFA-bajnokok ligája | csoportkör       | Beşiktaş JK         | 3–0 (i)  | 3–0 (i)  | 3–0 (i) |
| 2009–2010 | UEFA-bajnokok ligája | csoportkör       | CSZKA Moszkva       | 1–2 (i)  | 1–2 (i)  | 1–2 (i) |
| 2009–2010 | UEFA-bajnokok ligája | csoportkör       | Manchester United   | 1–3 (o)  | 1–3 (o)  | 1–3 (o) |
| 2009–2010 | Európa-liga          | 16 közé jutásért | Villarreal CF       | 2–2      | 4–1      | 6-3     |
| 2009–2010 | Európa-liga          | Nyolcaddöntő     | Rubin Kazany        | 1–1      | 2–1 (hu) | 3-2     |
| 2009–2010 | Európa-liga          | Negyeddöntő      | Fulham              | 1–2      | 0–1      | 1–3     |
| 2014–2015 | Európa-liga          |                  |                     |          |          |         |
| 2014–2015 | Európa-liga          | csoportkör       | Everton             | 1-4 (i)  | 1-4 (i)  | 1-4 (i) |
| 2014–2015 | Európa-liga          | csoportkör       | Lille OSC           | 1–1 (o)  | 1–1 (o)  | 1–1 (o) |
| 2014–2015 | Európa-liga          | csoportkör       | FK Krasznodar       | 4-2 (i)  | 4-2 (i)  | 4-2 (i) |
| 2014–2015 | Európa-liga          | csoportkör       | FK Krasznodar       | 5–1 (o)  | 5–1 (o)  | 5–1 (o) |
| 2014–2015 | Európa-liga          | csoportkör       | Everton             | 0–2 (o)  | 0–2 (o)  | 0–2 (o) |
| 2014–2015 | Európa-liga          | csoportkör       | Lille OSC           | 3–0 (i)  | 3–0 (i)  | 3–0 (i) |
| 2014–2015 | Európa-liga          | 16 közé jutásért | Sporting CP         | 2-0      | 0-0      | 2-0     |
| 2014–2015 | Európa-liga          | Nyolcaddöntő     | Internazionale      | 3-1      | 2-1      | 5-2     |
| 2014–2015 | Európa-liga          | Negyeddöntő      | SSC Napoli          | 1-4      | 2-2      | 3-6     |
| 2015-2016 | UEFA-bajnokok ligája |                  |                     |          |          |         |
| 2015-2016 | UEFA-bajnokok ligája | csoportkör       | CSZKA Moszkva       | 1-0 (o)  | 1-0 (o)  | 1-0 (o) |
| 2015-2016 | UEFA-bajnokok ligája | csoportkör       | Manchester United   | 2-1 (i)  | 2-1 (i)  | 2-1 (i) |
| 2015-2016 | UEFA-bajnokok ligája | csoportkör       | PSV Eindhoven       | 2-0 (o)  | 2-0 (o)  | 2-0 (o) |
| 2015-2016 | UEFA-bajnokok ligája | csoportkör       | PSV Eindhoven       | 0-2 (i)  | 0-2 (i)  | 0-2 (i) |
| 2015-2016 | UEFA-bajnokok ligája | csoportkör       | CSZKA Moszkva       | 2-0 (i)  | 2-0 (i)  | 2-0 (i) |
| 2015-2016 | UEFA-bajnokok ligája | csoportkör       | Manchester United   | 3-2 (o)  | 3-2 (o)  | 3-2 (o) |
| 2015-2016 | UEFA-bajnokok ligája | Nyolcaddöntő     | KAA Gent            | 3-2      | 1-0      | 4-2     |
| 2015-2016 | UEFA-bajnokok ligája | Negyeddöntő      | Real Madrid         | 2-0      | 0-3      | 2-3     |

Összesítés
| Esemény              | M  | Gy | D  | V  | Rg  | Kg | Gk  |
| -------------------- | -- | -- | -- | -- | --- | -- | --- |
| UEFA-bajnokok ligája | 16 | 09 | 01 | 06 | 24  | 19 | 0+5 |
| Európa-liga          | 18 | 08 | 05 | 05 | 34  | 26 | 0+8 |
| UEFA-kupa            | 14 | 06 | 03 | 05 | 23  | 20 | 0+3 |
| Intertotó-kupa       | 24 | 10 | 07 | 07 | 36  | 29 | 0+7 |
| Összesen             | 72 | 33 | 16 | 23 | 117 | 94 | +23 |

M = Lejátszott mérkőzések; Gy = Győzelmek; D = Döntetlenek; V = Vereségek; Lg = Lőtt gólok; Kg = Kapott gólok; Gk = Gólkülönbség

## Játékosok

### Jelenlegi keret
Utolsó módosítás: 2024. augusztus 30.
*A vastaggal jelzett játékosok felnőtt válogatottsággal rendelkeznek.
**A dőlttel jelzett játékosok kölcsönben szerepelnek a klubnál.

| Mezszám       | Név                        | Nemzetiség   | Születési hely     | Születési idő (kor)          | Korábbi csapat              | Érték (€)  | Szerződés lejárta |
| ------------- | -------------------------- | ------------ | ------------------ | ---------------------------- | --------------------------- | ---------- | ----------------- |
|               |                            |              |                    |                              |                             |            |                   |
| Kapusok       |                            |              |                    |                              |                             |            |                   |
| 1             | Kamila Grabara             | lengyel      | Ruda Śląska        | 1992. június 25. (32 éves)   | TSG 1899 Hoffenheim         | 12 000 000 | Nem publikus      |
| 12            | Pavao Pervan               | AUT          | Livno              | 1992. június 25. (32 éves)   | LASK Linz                   | 300 000    | Nem publikus      |
| 29            | Marius Müller              | GER          | Heppenheim         | 1993. július 12. (31 éves)   | GER}} FC Schalke 04         | 1 000 000  | 2025.06.30        |
| 30            | Niklas Klinger             | GER          | Wolfsburg          | 1995. október 13. (29 éves)  | Utánpótlásból került fel    | 300 000    | 2025.06.30.       |
| Védők         |                            |              |                    |                              |                             |            |                   |
| 2             | Kilian Fischer             | GER          | Miltenberg         | 2000. október 12. (24 éves)  | 1. FC Nürnberg              | 2 000 000  | 2027.06.30.       |
| 3             | Sebastiaan Bornauw         | belga        | Wemmel             | 1999. március 22. (26 éves)  | 1. FC Köln                  | 10 000 000 | 2026.06.30.       |
| 4             | Konsztantínosz Kuljerákisz | görög        | Haniá              | 2003. november 28. (21 éves) | PAÓK PAE                    | 8 000 000  | 2029.06.30.       |
| 5             | Cédric Zesiger             | svájc        | Meyriez            | 1998. június 24. (26 éves)   | BSC Young Boys              | 5 000 000  | 2027.06.30.       |
| 13            | Rogério                    | BRA · ITA    | Nobres             | 1994. november 23. (30 éves) | US Sassuolo Calcio          | 5 000 000  | 2027.06.30.       |
| 18            | Denis Vavro                | szlovák      | Simony             | 1993. január 6. (32 éves)    | FC København                | 5 000 000  | 2025.06.30.       |
| 20            | Ridle Baku                 | GER · COD    | Mainz              | 1998. április 8. (27 éves)   | 1. FSV Mainz 05             | 7 000 000  | 2025.06.30.       |
| 21            | Joakim Mæhle               | DEN          | Simony             | 1997. május 20. (27 éves)    | Atalanta BC                 | 14 000 000 | 2027.06.30.       |
| 22            | Mathys Angely              | francia      | Brive-la-Gaillarde | 2007. április 21. (18 éves)  | FC Girondins de Bordeaux    | 50 000     | Nem publikus      |
| 24            | Dárdai Bence               | GER · magyar | Berlin             | 2006. január 24. (19 éves)   | Hertha BSC II               | 2 000 000  | Nem publikus      |
| Középpályások |                            |              |                    |                              |                             |            |                   |
| 6             | Aster Vranckx              | belga · COD  | Erps-Kwerps        | 2002. október 4. (22 éves)   | KV Mechelen                 | 12 000 000 | 2025.06.30.       |
| 8             | Salih Özcan                | TUR · GER    | Köln               | 1998. január 11. (27 éves)   | Borussia Dortmund           | 10 000 000 | 2025.06.30.       |
| 14            | Bartosz Białek             | lengyel      | Brzeg              | 2001. november 11. (23 éves) | KAS Eupen                   | 1 000 000  | 2025.06.30.       |
| 16            | Jakub Kamiński             | lengyel      | Ruda Śląska        | 2002. június 5. (22 éves)    | KKS Lech Poznań             | 6 000 000  | 2027.06.30.       |
| 19            | Lovro Majer                | horvát       | Zágráb             | 1998. január 17. (27 éves)   | Stade Rennais FC            | 20 000 000 | 2029.06.30.       |
| 23            | Jonas Wind                 | DEN          | Hvidovra           | 1999. február 7. (26 éves)   | FC København                | 20 000 000 | 2026.06.30.       |
| 27            | Maximilian Arnold          | GER          | Riesa              | 1994. május 27. (30 éves)    | Utánpótlásból került fel    | 17 000 000 | 2026.06.30.       |
| 31            | Yannick Gerhardt           | GER          | Würselen           | 1994. március 13. (31 éves)  | 1. FC Köln                  | 6 000 000  | 2025.06.30.       |
| 32            | Mattias Svanberg           | svéd         | Malmö              | 1999. január 5. (26 éves)    | Bologna FC 1909             | 15 000 000 | 2027.06.30.       |
| 40            | Kevin Paredes              | USA · DOM    | South Riding       | 2003. május 7. (22 éves)     | D.C. United                 | 5 000 000  | 2026.06.30.       |
| Támadók       |                            |              |                    |                              |                             |            |                   |
| 9             | Mohamed Amoura             | ALG          | Dzsidzsel          | 2000. május 9. (24 éves)     | Royale Union Saint-Gilloise | 5 000 000  | 2025.06.30.       |
| 10            | Lukas Nmecha               | GER · angol  | Hamburg            | 1998. december 14. (26 éves) | RSC Anderlecht              | 5 000 000  | 2025.06.30.       |
| 11            | Tiago Tomás                | POR          | Cascais            | 2002. június 16. (22 éves)   | VfB Stuttgart               | 6 000 000  | 2027.06.30.       |
| 14            | Bartosz Bialek             | POL          | Brzeg              | 2001. november 11. (23 éves) | KAS Eupen                   | 1 000 000  | 2025.06.30.       |
| 16            | Jakub Kaminski             | POL          | Ruda Śląska        | 2002. június 5. (22 éves)    | KKS Lech Poznań             | 10 000 000 | 2027.06.30.       |
| 17            | Kevin Behrens              | GER          | Brema              | 1991. február 3. (34 éves)   | 1. FC Union Berlin          | 2 000 000  | 2025.06.30.       |
| 23            | Jonas Wind                 | DEN          | Hvidovre           | 1999. február 7. (26 éves)   | FC København                | 14 000 000 | 2026.06.30.       |
| 39            | Patrick Wimmer             | AUT          | Tulln              | 2001. május 30. (23 éves)    | Arminia Bielefeld           | 15 000 000 | 2027.06.30.       |

| Kölcsönadott játékosok | Kölcsönadott játékosok | Kölcsönadott játékosok                                                   | Kölcsönadott játékosok | Kölcsönadott játékosok      | Kölcsönadott játékosok | Kölcsönadott játékosok | Kölcsönadott játékosok |
| Név                    | Poszt                  | Nemzetiség                                                               | Születési hely         | Születési idő (kor)         | Kölcsönben itt         | Érték (€)              | Kölcsön lejárta        |
| ---------------------- | ---------------------- | ------------------------------------------------------------------------ | ---------------------- | --------------------------- | ---------------------- | ---------------------- | ---------------------- |
| Phillipp Schulze       | kapus                  | GER                                                                      | Hannover               | 2003. január 29. (22 éves)  | SC Verl                | 275 000                | 2025.06.30.            |
| Manuel Braun           | védő                   | GER                                                                      | Magdeburg              | 2005. március 10. (20 éves) | SV Waldhof Mannheim    | Nem publikus           | 2025.06.30.            |
| Nicolas Cozza          | védő                   | FRA · ITA                                                                | Ganges                 | 1999. január 8. (26 éves)   | FC Nantes              | 3 500 000              | 2025.06.30.            |
| Moritz Jenz            | védő                   | GER                                                                      | Berlin                 | 1999. április 30. (26 éves) | 1. FSV Mainz 05        | 7 500 000              | 2025.06.30.            |
| Kofi Amoako            | középpályás            | GER                                                                      | Poolesville            | 2005. május 6. (20 éves)    | VfL Osnabrück          | 400 000                | 2025.06.30.            |
| Bartol Franjić         | középpályás            | horvát                                                                   | Zágráb                 | 2000. január 14. (25 éves)  | FK Sahtar Doneck       | 1 800 000              | 2025.06.30.            |
| Václav Černý           | támadó                 | cseh                                                                     | Příbram                | 1997. október 17. (27 éves) | Rangers FC             | 7 000 000              | 2025.06.30.            |
| Dženan Pejčinović      | támadó                 | [[Fájl:Flag of Sablon:Zászló/MNR.svg\|22px\|keret\|class=noviewer\|MNR]] | München                | 2005. február 15. (20 éves) | Fortuna Düsseldorf     | 2 000 000              | 2025.06.30.            |

 2015. január 10-én tragikus autóbalesetben elhunyt Junior Malanda, a VfL Wolfsburg 20 éves belga futballistája.
| #  | Név               | Időszak   | Mérk. |
| -- | ----------------- | --------- | ----- |
| 1  | Maximilian Arnold | 2011-     | 300   |
| 2  | Diego Benaglio    | 2008-2017 | 259   |
| 3  | Marcel Schäfer    | 2007-2017 | 256   |
| 4  | Koen Casteelsd    | 2015-     | 194   |
| 4  | Josuha Guilavogui | 2014-     | 194   |
| 6  | Robin Knoche      | 2011–2020 | 183   |
| 7  | Miroslav Karhan   | 2001–2007 | 173   |
| 8  | Alexander Madlung | 2006–2013 | 166   |
| 9  | Josué             | 2007–2013 | 164   |
| 10 | Claus Reitmaier   | 1998–2003 | 162   |

| #  | Név               | Időszak        | Gól |
| -- | ----------------- | -------------- | --- |
| 1  | Edin Džeko        | 2007-2010      | 66  |
| 2  | Wout Weghorst     | 2018-2022      | 59  |
| 2  | Grafite           | 2007–2011      | 59  |
| 4  | Diego Klimowicz   | 2001–2007      | 57  |
| 5  | Andrzej Juskowiak | 1998–2002      | 39  |
| 6  | Maximilian Arnold | 2011-          | 37  |
| 7  | Bas Dost          | 2012-2016      | 36  |
| 8  | Tomislav Marić    | 2000–2004 2005 | 31  |
| 9  | Martin Petrov     | 2001–2005      | 28  |
| 10 | Ivica Olić        | 2012-2015      | 28  |

A táblázatok a játékosok Bundesliga-szereplése alapján készültek.

### Jelentős játékosok
| - Thomas Brdarić - Detlev Dammeier - Julian Draxler - Stefan Effenberg - Willi Giesemann - Mike Hanke - Sven Müller - Mesut Özil - Roy Präger - Tobias Rau - Siegfried Reich - Claus Reitmaier - Stefan Schnoor - André Schürrle - Zoltán Sebescen - Albert Streit - Martin Wagner - Patrick Weiser - Claus-Dieter Wollitz - Uwe Zimmermann | - Mario Gómez - Simon Jentzsch - Hans Sarpei - Pablo Thiam - Andrés D'Alessandro - Facundo Hernán Quiroga - Diego Klimowicz - Joshua Kennedy - Dietmar Kühbauer - Peter Van Der Heyden - Kevin De Bruyne - Bruno Akrapović - Edin Džeko - Zvjezdan Misimović - Marko Topić - Fernando Baiano - Grafite - Josué - Marcelinho - Robson Ponte | - Marijan Hrisztov - Petar Mihtarszki - Martin Petrov - Nicklas Bendtner - Jesper Christiansen - Kim Madsen - Peter Madsen - Thomas Rytter - Claus Thomsen - Steve Marlet - Charles Akonnor - Isaac Boakye - Kevin Hofland - Tomislav Marić - Ivica Olić - Haszebe Makoto - Andrzej Juskowiak - Waldemar Kryger - Jacek Krzynówek - Krzysztof Nowak | - Jonathan Akpoborie - Obafemi Martins - Andrea Barzagli - Cristian Zaccardo - Julio dos Santos - Ricardo Costa - Dorinel Munteanu - Miroslav Karhan - Brian O'Neil - Danijel Ljuboja - Diego Benaglio - Ricardo Rodríguez - Chad Deering - Mike Lapper - Brian McBride - Claudio Reyna |

## Korábbi vezetőedzők

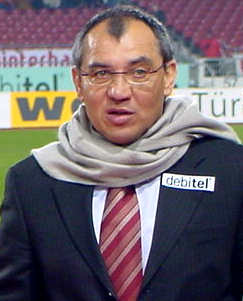
Felix Magath, a klub legsikeresebb edzője

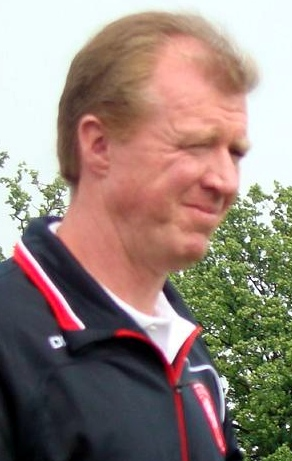
Steve McClaren

Az alábbi lista a Bundesliga 1963-as megalakulásától kezdődően mutatja be a klub vezetőedzőit. A csapat legsikeresebb edzője az Wolfsburg számára első ízben bajnoki címet nyerő Felix Magath.
- Ludwig Lachner (1963. július 1. – 1966. június 30.)
- Farkasinszki Imre (1966. július 1. – 1975. január 16.)
- Fritz Schollmeyer (1975. január 17. – 1975. április 23.)
- Paul Kietzmann (1975. április 29. – 1975. november 28.)
- Radoslav Momirski (1976. december 2. – 1978. március 4.)
- Farkasinszki Imre (1978. március 5. – 1978. december 2.)
- Henk van Meteren (1978. december 4. – 1979. április 29.)
- Wilfried Kemmer (1979. április 30. – 1983. október 20.)
- Farkasinszki Imre (1983. október 22. – 1984. június 30.)
- Wolf-Rüdiger Krause (1984. július 1. – 1988. június 30.)
- Horst Hrubesch (1988. július 1. – 1989. június 30.)
- Ernst Menzel (1989. július 1. – 1991. június 30.)
- Uwe Erkenbrecher (1991. július 1. – 1993. február 8.)
- Dieter Winter (1993. február 9. – 1993. február 15.)
- Eckhard Krautzun (1993. február 16. – 1995. április 5.)
- Gerd Roggensack (1995. április 6. – 1995. október 22.)
- Willi Reimann (1995. október 23. – 1998. március 15.)
- Uwe Erkenbrecher (1998. március 18. – 1998. március 22.)
- Wolfgang Wolf (1998. március 23. – 2003. március 4.)
- Jürgen Röber (2003. március 4. – 2004. április 4.)
- Erik Gerets (2004. április 4. – 2005. május 28.)
- Holger Fach (2005. július 1. – 2005. december 19.)
- Klaus Augenthaler (2005. december 29. – 2007. május 19.)
- Felix Magath (2007. június 15. – 2009. június 30.)
- Armin Veh (2009. július 1. – 2010. január 25.)
- Lorenz-Günther Köstner (2010. január 25. – 2010. június 30.)
- Steve McClaren (2010. július 1. – 2011. február 7.)
- Pierre Littbarski (2011. február 7. – 2011. március 18.)
- Felix Magath (2011. március 18. – 2012. október 25.)
- Lorenz-Günther Köstner (2012. október 25. – 2012. december 31.)
- Dieter Hecking (2013. január 1. – 2016. október 17.)
- Valérien Ismaël (2016. október 17. –2017. február 26.)
- Andries Jonker (2017. február 27. – 2017. szeptember 17.)
- Martin Schmidt (2017. szeptember 18. – 2018. február 19.)
- Bruno Labbadia (2018. február 20. – 2019. június 29.)
- Oliver Glasner (2019. június 1. – 2021. május 26.)
- Mark van Bommel (2021. július 1. – 2021. október 24.)
- Florian Kohfeldt (2021. október 26. – 2022. május 15.)[17]
- Niko Kovač (2022. május 24. – 2024. március 17.)
- Ralph Hasenhüttl (2024. marcius 17. – )

## Stadion

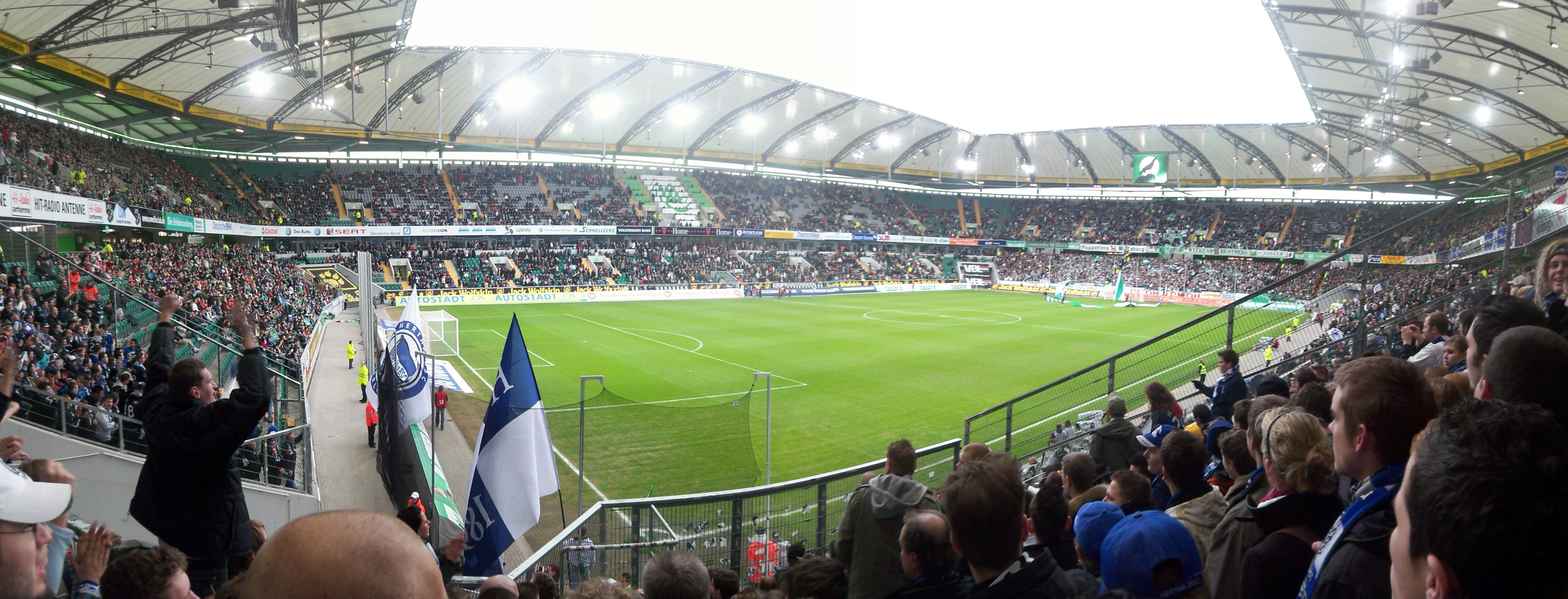
A Volkswagen Arena

A csapat kezdetben a VFL Stadionban játszotta a hazai mérkőzéseit. A megnyitásra 1947. október 10-én került sor. 1961-ben 750 000 német márkáért kibővítették a stadiont a fedett résszel. Az 1997-es élvonalba való feljutást követően kibővítették 21 600 fősre a stadiont. A 21 600 néző befogadására alkalmas stadionból 2002. november 23-án költözött át a csapat az új Volkswagen Arenába. Az új aréna megnyitására 2002. december 13-án került sor. A 30 122 néző befogadására alkalmas létesítmény építési költsége 53 millió euró volt. A régi stadiont jelenleg a Wolfsburg második számú csapata használja, ami a negyedosztályban szerepel, valamint az élvonalban szereplő női csapat.

## A klub színei és mezek
A klub színei a zöld és a fehér. A hazai szerelést is ezek alkotják. Korábban a vendégmezen is ezek a színek szerepeltek más elrendezésben, mint a hazai mezen. A 2008–2009-es idényben fekete és kék csíkos mez, fekete nadrág és kék sportszár alkotta az idegenbeli szerelést. 2004-ig a Puma volt a mezszállító. A mezgyártó a 2004–2005-ös bajnokság kezdetétől a 2008–2009-es szezon végéig a Nike volt, a 2009–2010-es idénytől az Adidas lesz a mezkészítő. A hosszútávra szóló megállapodást 2009 januárjában írták alá.
A főszponzor 1952 óta a Volkswagen. A vállalat évi 15-20 millió eurót fizet a klubnak. A 2008–2009-es szezonban ezen felül a Volkswagen lemondott arról a jogáról, hogy a mezen az ő logójuk szerepeljen, és a korábban a Bild kezdeményezésére elindult Ein Herz für Kinder (Szívvel a gyerekekért) kapott helyet a mezen. Az Ein Herz für Kinder logóját természetesen ingyen viselték a mezen.

### A mezek gyártói
- 0000–2004: Puma
- 2004–2009: Nike
- 2009–2014: Adidas
- 2014–0000: Kappa

| \| \| \| \| \| \| \| \| \| \| \| \| |              |              |
| Hazai mez (2005–2006)               |              |              |
| Team colours                        | Team colours | Team colours |
| Team colours                        |              |              |
| Team colours                        |              |              |

| Team colours | Team colours | Team colours |
| Team colours |              |              |
| Team colours |              |              |

| \| \| \| \| \| \| \| \| \| \| \| \| |              |              |
| Hazai mez (2006–2007)               |              |              |
| Team colours                        | Team colours | Team colours |
| Team colours                        |              |              |
| Team colours                        |              |              |

| Team colours | Team colours | Team colours |
| Team colours |              |              |
| Team colours |              |              |

| \| \| \| \| \| \| \| \| \| \| \| \| |              |              |
| Idegenbeli mez (2006–2007)          |              |              |
| Team colours                        | Team colours | Team colours |
| Team colours                        |              |              |
| Team colours                        |              |              |

| Team colours | Team colours | Team colours |
| Team colours |              |              |
| Team colours |              |              |

| \| \| \| \| \| \| \| \| \| \| \| \| |              |              |
| Hazai mez (2007–2008)               |              |              |
| Team colours                        | Team colours | Team colours |
| Team colours                        |              |              |
| Team colours                        |              |              |

| Team colours | Team colours | Team colours |
| Team colours |              |              |
| Team colours |              |              |

| \| \| \| \| \| \| \| \| \| \| \| \| |              |              |
| Idegenbeli mez (2007–2009)          |              |              |
| Team colours                        | Team colours | Team colours |
| Team colours                        |              |              |
| Team colours                        |              |              |

| Team colours | Team colours | Team colours |
| Team colours |              |              |
| Team colours |              |              |

| \| \| \| \| \| \| \| \| \| \| \| \| |              |              |
| Hazai mez (2008–2009)               |              |              |
| Team colours                        | Team colours | Team colours |
| Team colours                        |              |              |
| Team colours                        |              |              |

| Team colours | Team colours | Team colours |
| Team colours |              |              |
| Team colours |              |              |

| \| \| \| \| \| \| \| \| \| \| \| \| |              |              |
| Idegenbeli mez (2009–2010)          |              |              |
| Team colours                        | Team colours | Team colours |
| Team colours                        |              |              |
| Team colours                        |              |              |

| Team colours | Team colours | Team colours |
| Team colours |              |              |
| Team colours |              |              |

| \| \| \| \| \| \| \| \| \| \| \| \| |              |              |
| Hazai mez (2013–2014)               |              |              |
| Team colours                        | Team colours | Team colours |
| Team colours                        |              |              |
| Team colours                        |              |              |

| Team colours | Team colours | Team colours |
| Team colours |              |              |
| Team colours |              |              |

## Riválisok
A klub egyik riválisa az ugyancsak Alsó-szászországi Eintracht Braunschweig. Éppen ezért leginkább felkészülési mérkőzéseken találkozhatnak egymással, legutóbb 2008. január 27-én mérkőzött meg egymással a két csapat, ami 1–1-es döntetlennel zárult a helyi rivális ellen.

## Statisztikák
2015. július 25. szerint.

### Legnagyobb győzelmek
| Hazai pályán - 7–1 a Borussia Mönchengladbach ellen (1998–1999) - 6–0 az 1. FC Köln ellen (2000–2001) - 6–1 az SpVgg Unterhaching ellen (2000–2001) - 5–0 az 1. FC Nürnberg ellen (2001–2002) - 5–0 az Arminia Bielefeld ellen (2004–2005) | Idegenben - 5–0 a Hannover 96 ellen (2008–2009)0 - 4–0 az 1. FC Köln ellen (2001–2002) - 4-0 a Borussia Mönchengladbach ellen (2009-2010) - 4-0 a VfB Stuttgart ellen (2014-2015) |

### Legnagyobb vereségek
| Hazai pályán - 2–7 az SV Werder Bremen ellen (1999–2000)0 - 1-6 az FC Bayern München ellen (2013-2014) - 1–5 a VfB Stuttgart ellen (2003–2004) - 0–4 a Hannover 96 ellen (2012-2013) | Idegenben - 1–6 az MSV Duisburg ellen (1998–1999) - 1–6 az SV Werder Bremen ellen (2005–2006) - 0–5 az FC Bayern München ellen (1999–2000) - 2-6 a TSG 1899 Hoffenheim ellen (2013-2014) - 1–5 a VfL Bochum ellen (2004–2005) - 1–5 az 1. FSV Mainz 05 ellen (2005–2006) - 1-5 a Borussia Dortmund ellen (2011-2012) |

## Női csapat
A női csapat a bajnokság 1990-es megalakulásakor az első osztályban indult, ahol egészen az 1997-es kieséséig szerepelt. Egy év másodosztályú tagság után visszajutott az élvonalba az Északi csoport (Regionalliga Nord) bajnokaként. 2005-ben ismét kiestek a másodosztályba, azonban ismét csak egy idényt töltöttek el ott, és az Északi csoport (2. Bundesliga Nord) győzteseként feljutottak. 2006-tól kezdve folyamatosan az első osztályban szerepelnek és 2012-ben megszerezték első Bundesliga győzelmüket. A hölgyek 2016–2017-ben dupláztak első alkalommal, azóta az országos bajnokságban és a kupasorozatban is dominálnak.

## Külső hivatkozások
- Hivatalos honlap (németül)
- A VfL Wolfsburg az UEFA.com-on (angolul)
- A VfL Wolfsburg a footballdatabase.eu-n (angolul)
- A VfL Wolfsburg a national-football-teams.com-on Archiválva 2008. június 16-i dátummal a Wayback Machine-ben (angolul)
- A VfL Wolfsburg a transfermarkt.de-n (németül)
- A VfL Wolfsburg a weltussball.de-n (németül)
- A VfL Wolfsburg a fussballdaten.de-n (németül)
- A VfL Wolfsburg a soccerbase-en (angolul)
- A VfL Wolfsburg az espacefoot.net-en (franciául)
- A VfL Wolfsburg a Voetbal International oldalán (hollandul)
- A VfL Wolfsburg a soccernet.espn-en Archiválva 2009. augusztus 28-i dátummal a Wayback Machine-ben (angolul)